# Francisco Moreira das Neves
Monsenhor Dom Francisco Moreira das Neves (Gandra (Paredes), 18 de novembro de 1906 - 31 de março de 1992), foi um padre católico, escritor, jornalista e poeta português.
Como literato, ficou célebre por um estudo das ideias de Guerra Junqueiro.
Foi um dos principais colaboradores do Cardeal Cerejeira, de quem foi biógrafo.
Entre as suas realizações encontra-se o grande impulso que deu às comemorações do Duplo Centenário da Independência de Portugal, em 1940 que teve o propósito de evocar a data da Fundação do Estado Português (1140) e da Restauração da Independência (1640) , após ter escrito no final de 1939 o seu artigo «Uma Cruz basta para dizer, na História, quem é Portugal», campanha essa que originou grande quantidade de cruzeiros e outros pequenos monumentos existentes em todo o país sob essa egíde patriótica,  em particular na sua terra natal Gandra, onde foram construídos dois cruzeiros.
Foi subdirector do jornal Novidades até 1974 (colaborador do jornal desde 1934.), um dos directores da editora União Gráfica, co-fundador da Rádio Renascença (Emissora Católica Portuguesa), havendo colaborado também na RTP.

## Biografia
Francisco nasceu a 18 de novembro de 1906 em Gandra. “Num berço humilde, mas de cuja humildade ele sempre se honrou de fazer a força da sua fé e da sua vontade de viver.” Desde muito cedo que a fé lhe aguçava a curiosidade. Era presença assídua na residência do abade José Joaquim da Silva Machado que residia na Casa da Granja (posteriormente conhecida como Casa do Retiro) ainda em tempos de juventude.  Foi um dos que apoiaram Sílvia Cardoso na abertura e funcionamento da Casa do Retiro no lugar da Granja (Gandra) tomando conhecimento do rosto e do drama espiritual de homens como Guerra Junqueiro, Queiroz Ribeiro, Antero de Figueiredo, Leonardo Coimbra, entre outros. 
Posteriormente frequentou o seminário do Porto, onde concluiu o curso de Teologia com brilhantes classificações e ainda muito jovem. Foi ordenado sacerdote a 25 de maio de 1929 e celebrou a primeira missa no dia 29 do mesmo mês. O prelado diocesano de então, D. António Meireles, fez do jovem sacerdote o seu fâmulo e secretário do Seminário Maior. Mas ele não nascera para burocrata. Logo depois foi nomeado pároco da freguesia Milhundos mas ocupou o cargo por pouco tempo pois no ano seguinte, em setembro, foi nomeado Vigário Cooperador de Gandra. Entre 1931 e 1934 pastoreou Mosteiró (Vila do Conde).
O seu gosto pela literatura e pela escrita, as suas aptidões poéticas e literárias levaram-no até Lisboa, onde assumiu a direção do diário Novidades (em 1934), onde trabalhou longamente, atravessando as boas e as más horas, até à extinção deste que foi o diário da Igreja ao longo de muitas décadas. Durante este período dedicou-se ao apostolado infantil, através das Cruzadas Eucarísticas e do Patronato de Santa Rita de Cássia que fundou em Mosteiró. Para além da sua atividade evangelizadora, dedicou-se ainda a conferências e estudos eclesiásticos. 
Um dos seus grandes contributos para a história e identidade de Portugal foi a campanha dos Cruzeiros da Independência (lançada em 1940 e que comemorava a fundação de Portugal em 1139/1140 e a restauração da independência em 1640). Esta campanha que teve como mote “Uma cruz basta para dizer ao mundo quem é Portugal” foi um estrondoso sucesso subsistindo inúmeros cruzeiros por todo o país, inclusive na terra natal do mentor: Gandra.  

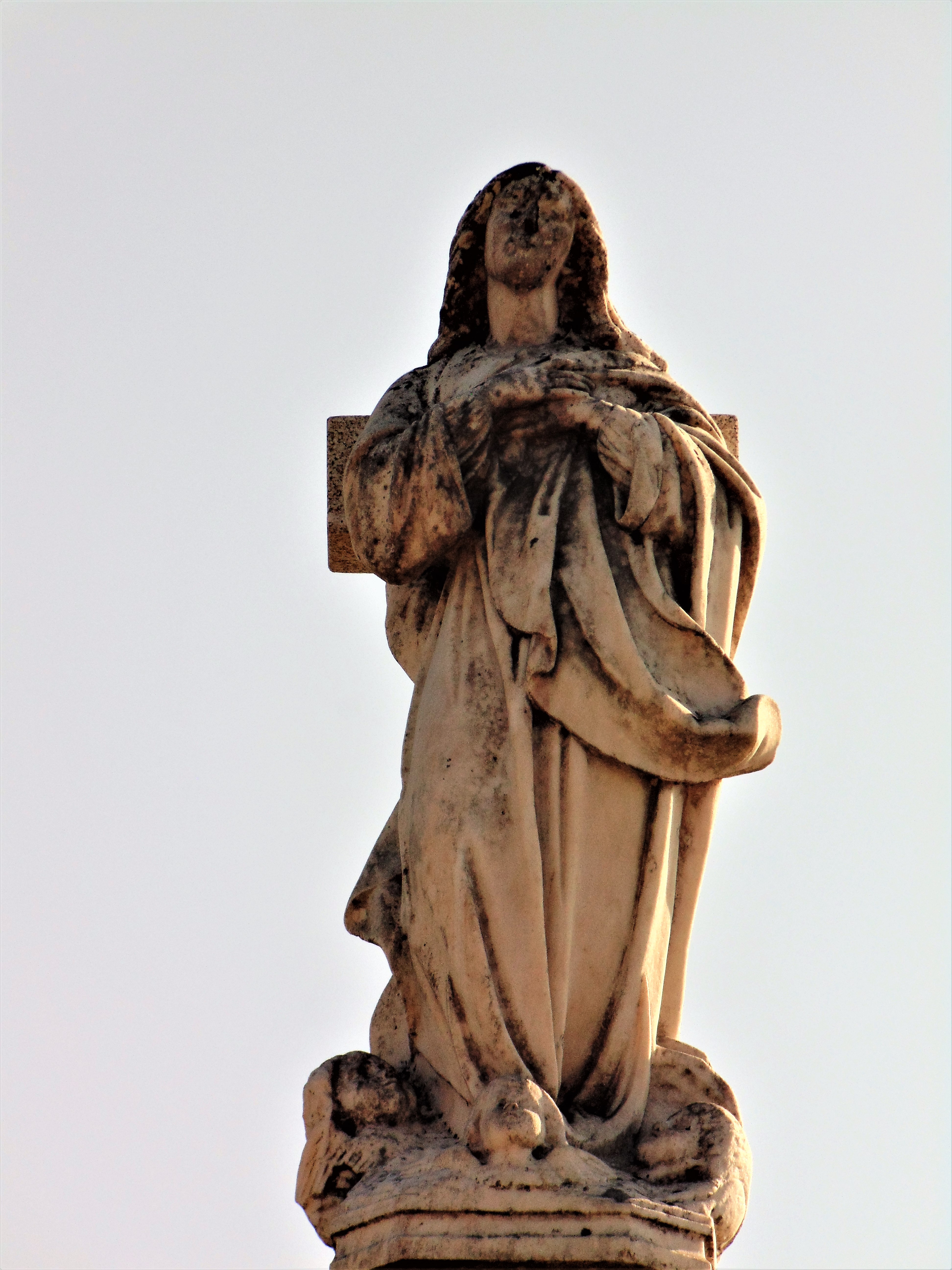
Pormenor da Imagem de Nossa Senhora da Conceição (de quem era muito devoto) no monumento à Restauração da Independência em Gandra (Foto de Nuno King, 2018)

Em 1944 acompanhou o cardeal-patriarca de Lisboa, em visita aos territórios Portugueses em África, para a inauguração da Catedral de Lourenço Marques (atual Maputo). Fez também viagens à Itália, Espanha e Escócia. Participou em vários congressos católicos e palestras na Emissora Nacional e na Rádio Renascença. Em 1946 foi nomeado presidente nacional da Obra de Protecção aos Leprosos e elaborou imensos trabalhos na secção “Letras e Artes” do jornal “Novidades”.[3][4]. O seu nome também consta na lista de colaboradores do Boletim do Sindicato Nacional dos Jornalistas  (1941-1945).
Foi um dos principais colaboradores do Cardeal Cerejeira, Patriarca de Lisboa, e um dos seus biógrafos. 
Em 1946 foi nomeado presidente nacional da Obra de Protecção aos Leprosos.
No momento em que celebrava as suas bodas de prata sacerdotais, em maio de 1954, foi nomeado “camareiro secreto” de Sua Santidade (o Papa), com o título de Monsenhor.[5]
Entre 1966 e 1989 foi cerimoniário eclesiástico e membro da Ordem de Cavalaria do Santo Sepulcro de Jerusalém, em Portugal.
Após o 25 de Abril de 1974 o episcopado suspende o jornal Novidades (do qual Moreira das Neves era chefe de redação), suspendendo assim o trabalho que este monsenhor realizava em prol da igreja católica e de Portugal. Entretanto reformou-se como jornalista, mantendo a sua dedicação à escrita e à poesia.
Em 1984 decorreu uma homenagem nacional comemorativa dos seus 50 anos de jornalismo, cerimónia essa que contou com inúmeras figuras de relevo nacional, incluindo o Cardeal-Patriarca de Lisboa e o Presidente da República, General Ramalho Eanes.
Faleceu em Lisboa a 31 de março de 1992, tendo sido sepultado na sua terra natal (Gandra) no dia 2 de Abril. Foi um homem de Deus, grande poeta, jornalista, pensador e escritor, que muito impactou Portugal no século XX. No seu jazigo persiste o epitáfio que ele próprio escreveu: “- Aqui jaz quem nunca foi/ Milionário nem herói, / Mas quis ser em alegria, /Apenas, em dor e amor, /Cantor de Nosso Senhor, /Poeta da Eucaristia!”

## Homenagens

Lápide do Jazigo do Padre Moreira das Neves no Cemitério de Gandra (foto de Nuno King, 2018)

Dele escreveu Fernando Namora: “Há no Pe. Moreira das Neves uma árdua militância cultural, mas toda ela voltada para o investimento em valores de uma matriz «exemplar». Como homem das letras em nada se desviou da rota que se impôs, e nunca deu sinais de qualquer ambiguidade. Fez opções e por elas se bateu com argúcia e ardor generoso”.
O seu nome foi dado pela Autarquia à Biblioteca Municipal de Paredes, a quem legou importante parte do seu espólio bibliográfico, bem como a uma Avenida deste burgo nortenho e onde se encontra erigido um monumento em sua memória.
A título póstumo, a Sociedade Histórica da Independência de Portugal homenageou-o, promovendo no seu Salão Nobre um Colóquio que teve como ponto central a sua obra. Assim como a Câmara Municipal de Paredes fez o mesmo por altura do centenário do seu nascimento, programa que contemplou ainda a inauguração de uma exposição sobre a sua vida e obra.
Em sua homenagem existe uma avenida na Cidade de Paredes, um busto junto da Igreja Matriz de Gandra, mas as maiores homenagens são as centenas de cruzeiros da Independência que existem por todo o país e que foram impulsionados por este monsenhor.

## Obras literárias
Autor de mais de uma centena de obras editadas, terá estas como as principais:
- «Sonho Azul» (Sonetos - 1931);
- «António Correia de Oliveira» (1932);
- «Hóstia florida (1936)»;
- «As sete palavras de Nossa Senhora – Poemas Marianos» (1938);
- «Leal Conselheiro Infantil» (1940);
- «Guerra Junqueiro: o homem e a morte», Livraria Simões Lopes, 1942
- «Inquietação e Presença» (1942)[14] ;
- «Mendigo de Deus» (1944);
- «O cardeal Cerejeira, Patriarca de Lisboa”» (1945)
- “Santo Agostinho – Cem Páginas” (1945)
- «O Grupo dos Cinco: dramas espirituais», Livraria Bertrand, 1945.
- «A tarde e o céu», União Gráfica, 1954
- «Para um retrato de Salazar: breve "in memoriam"», Festa do Natal de Cristo, 1971 (co-autor com Afonso Rodrigues Queiró e António da Cruz Rodrigues)